# Ребекка Едлінгтон
Ребекка Едлінгтон  (англ. Becky Adlington, 17 лютого 1989) — британська плавчиня, олімпійська чемпіонка.

## Виступи на Олімпіадах
| Олімпіада   | Дисципліна                            | Місце |
| ----------- | ------------------------------------- | ----- |
| Пекін 2008  | плавання на 400 метрів вільним стилем | 1     |
| Пекін 2008  | плавання на 800 метрів вільним стилем | 1     |
| Лондон 2012 | плавання на 400 метрів вільним стилем | 3     |
| Лондон 2012 | плавання на 800 метрів вільним стилем | 3     |